# Juan Luis Vives
Juan Luis de Vives y March (Valencia, 6 marzo 1492 – Bruges, 6 maggio 1540) è stato un filosofo e umanista spagnolo.

## Biografia
Nato a Valencia il 6 marzo 1492 e di origine ebraiche, con la sua famiglia fu costretto a convertirsi al cristianesimo. Scoperti e accusati di Cripto-giudaismo dall’inquisizione iniziò un lungo processo contro la sua famiglia. Nel 1507 cominciò a studiare all’università di Valencia, ma il padre, preoccupato dal processo, decise di mandarlo a studiare alla Sorbona di Parigi, nel 1509.
Completati i suoi studi nel 1512, si trasferì a Bruges, dove vivevano alcuni mercanti valenzani, compresa quella della sua futura moglie Margarita Valldaura.
Nell’estate del 1523 fu nominato come lettore scelto al collegio del Corpus Christi dal cardinale Thomas Wolsey, incarico a causa del quale diventò cancelliere del re Enrico VIII, legò con personaggi del calibro di Thomas More e Caterina d’Aragona e si trasferì in Inghilterra.
Dal maggio del 1526 fino ad all’aprile 1527 soggiornò nuovamente a Bruges, dove venne a conoscenza della condanna a morte dell’amico Thomas More, per essersi opposto al divorzio voluto dal re. Caterina d’Aragona lo richiamò per insegnare latino a sua figlia, Maria Tudor.
A Bruges scrisse un’opera intitolata “Trattato sul soccorso dei poveri” (De subventione pauperum) nel quale analizza e sistematizza l’organizzazione dell’aiuto dei poveri e come bisognasse gestire tale questione. Per questo motivo viene considerata la prima persona in Europa la quale abbia messo in pratica un “servizio organizzato di assistenza sociale”.
Per aiutare la regina, Vives scrisse sia all’imperatore Carlo sia al papa Clemente VII, ma tali lettere furono intercettate dal cardinale Wolsey. Vedendo inutili i suoi sforzi tentò di convincere la regina ad accettare il divorzio. Tutto questo non piacque né ad Enrico VIII né alla regina Caterina; a Vives fu infatti ritirata la pensione reale e fu costretto a lasciare l’Inghilterra.
Passò gli ultimi anni della sua vita ad approfondire gli studi umanistici. Divenne un riformatore dell’educazione europea e un filosofo morale, proponendo lo studio di Aristotele in lingua originale; sostituì inoltre i testi medievali con altri rivisitati e con un vocabolario adatto alla sua epoca. Il 6 maggio 1540 morì a Bruges a causa di un calcolo biliare. Fu sepolto nella Cattedrale di san Donato, andata poi distrutta.

## Opere
Le sue opere riguardano la religione, l'insegnamento e l'educazione. Il suo libro "Introductio ad sapientiam" (1524) ebbe successo e cinquanta edizioni. "Ad animi exercitationem in Deum commentatiumculae" ebbe diciotto edizioni. Sull'insegnamento del latino scrisse "Exercitatio linguae latinae" (1538); nel libro "In pseudo dialecticos" (1519), criticò Aristotele.
Nel De anima et vita (1538) sono raccolte le sue ricerche sulla psicologia; si occupò anche dell'educazione femminile nel "De institutione feminae Christianae" (1523), dove sostiene che la mente della donna è inferiore a quella dell'uomo.
Opere tradotte in italiano
- De anima et vita, Testo latino con traduzione italiana a fronte a cura di Mario Sancipriano, Padova, Gregoriana editrice, 1974.
- De ratione dicendi. La retorica, testo latino, traduzione italiana e note a cura di Emilio Mattioli, Napoli, La Città del Sole, 2002.
- L'insegnamento delle discipline, Introduzione, traduzione e commento di Valerio Del Nero, Firenze, Olschki, 2011.
- Introduzione alla sapienza. Un manifesto dell'umanesimo europeo del sec. XVI a servizio dell'odierna emergenza educativa, Testo latino, traduzione italiana e cinese a cura di Carlo Lorenzo Rossetti, Roma, LAS 2012.